# Gerrhonotus infernalis
Gerrhonotus infernalis là một loài thằn lằn trong họ Anguidae. Loài này được Baird mô tả khoa học đầu tiên năm 1859.